# 1870 na arte

## Nascimentos
| Data           | Nome                   | Profissão  | Nacionalidade                              | Observações | Ref |
| -------------- | ---------------------- | ---------- | ------------------------------------------ | ----------- | --- |
| 23 de março    | Sofia Martins de Souza | pintora    | Reino Unido de Portugal, Brasil e Algarves | m. 1960     |     |
| 22 de novembro | Benvindo António Ceia  | pintor     | Reino Unido de Portugal, Brasil e Algarves | m. 1941     |     |
| 15 de dezembro | Josef Hoffmann         | arquitecto | Império Austro-Húngaro (República Checa)   | m. 1956     |     |

## Mortes
| Data          | Nome                  | Profissão                  | Nacionalidade                           | Observações | Ref |
| ------------- | --------------------- | -------------------------- | --------------------------------------- | ----------- | --- |
| 8 de dezembro | Max Emanuel Ainmiller | pintor (pintor de vitrais) | Reino da Baviera (Confederação do Reno) | n. 1807     |     |